# Stylopoda aterrima
Stylopoda aterrima là một loài bướm đêm trong họ Noctuidae.